# Bercaeopsis ontariensis
Bercaeopsis ontariensis är en tvåvingeart som först beskrevs av Hall 1932.  Bercaeopsis ontariensis ingår i släktet Bercaeopsis och familjen köttflugor. Inga underarter finns listade i Catalogue of Life.